# Касел
Касел (њем. Kassel, до 1926. Cassel) град је и општина у њемачкој савезној држави Хесен. Град се састоји из модерног центра и више павиљонских стамбених четврти. Кроз град протиче Фулда.

### Историја
Име му потиче од Castellum Cattorum, што значи замак од Хата (Хати су били германско племе). По први пут помиње се 913. Историјски, Касел је био престоница Хесена од 1277. до 1866. Град је био познат као центар калвинизма у Немачкој, и 1685. као уточиште за многе протеране француске хугеноте. Властелини, а касније кнежеви Касела били су познати по раскошном животу и градњи резиденција. Део прихода им је долазио од изнајмљивања локалне најамничке војске.
У раном 19. веку у граду су живела браћа Грим. Овде су сакупили и написали своје познате бајке. За време Наполеонових похода, 1807—1813, Касел је био престоница Краљевине Вестфалије, са Наполеоновим братом Жеромом као краљем.
Као савезник поражене Аустрије у Аустријско-пруском рату, Кнежевина Касел је 1866. укинута и постала део Пруске, односно провинције Хесе-Насау. Убрзо после тога, Касел је постао значајан индустријски град.
Октобра 1943, британски бомбардери су уништили 90% града, у једном од најжешћих бомбардовања у Другом светском рату. После рата, Касел је изграђен у стилу архитектуре 50-их и 60-их.
Касел је данас познат по изложби модерне уметности „документа“, која се организује на сваких четири, у данашње време сваких пет година.
Палата Вилхелмсхое (Wilhelmshöhe) из 18. века, која се налази изван града, је најзначајнији историјски споменик и музеј. Уз палату постоји и парк са вештачким водопадима и великом статуом Херкула.

### Географија
Општина се налази на надморској висини од 166 метара. Површина општине износи 106,8 km². У самом мјесту је, према процјени из 2010. године, живјело 194.168 становника. Просјечна густина становништва износи 1.818 становника/km². Посједује регионалну шифру (AGS) 6611000, NUTS (DE731) и LOCODE (DE KAS) код.

## Међународна сарадња
| Мјесто     | Држава    | Врста сарадње | Од    |
| ---------- | --------- | ------------- | ----- |
| Милуз      | Француска | партнерство   | 1965. |
| Измит      | Турска    | партнерство   | 2000. |
| Вестерос   | Шведска   | партнерство   | 1972. |
| Јарослављ  | Русија    | партнерство   | 1988. |
| Фиренца    | Италија   | партнерство   | 1952. |
| Рованијеми | Финска    | партнерство   | 1972. |
| Рамат Ган  | Израел    | партнерство   | 1990. |
| Извор      |           |               |       |